# کراببندیجکه
کراببندیجکه (به هلندی: Krabbendijke) یک منطقهٔ مسکونی در هلند است که در شهرستان ریمرس‌وال واقع شده‌است. کراببندیجکه ۴٬۴۲۶ نفر جمعیت دارد.